# 하인리히 힘러
하인리히 루이트폴트 힘러(독일어: Heinrich Luitpold Himmler, 듣기 (도움말·정보), 1900년 10월 7일 ~ 1945년 5월 23일)는 친위대 국가지도자로서 친위대와 비밀경찰을 지휘했다.
힘러는 홀로코스트의 실무를 주도한 최고 책임자였다. 나치 강제수용소와 학살대인 특수작전집단을 창설한 사람이자, 최종 지휘 책임자로서, 600만에서 1200만에 이르는 사람들을 산업적 규모로 학살한 것에 대한 책임이 있다. 연합군에 의해 주요 전범으로 체포되자 자살하였다.

## 어린 시절

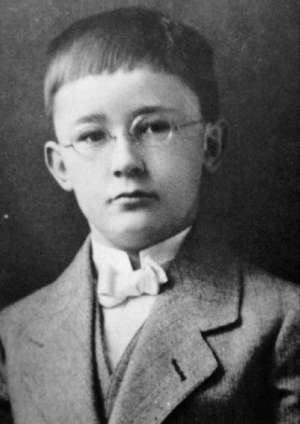
1907년의 하인리히 힘러

독일 바이에른주 뮌헨에서 학교 교장인 아버지 게프하르트 힘러와 평범한 가정주부인 어머니 안나 힘러 사이에서 태어났다. 형 게프하르트 루트비히 힘러, 남동생 에른스트 헤르만 힘러가 있었다.
힘러는 1918년 란트슈트 고등학교를 졸업하고서 사관 후보생으로 임명받아 11 바이에른 보병연대에 입대하여 제1차 세계 대전에 참전했다. 장교로 임관하기 전 전쟁이 끝난 탓에 힘러는 전투 경험 없이 제대했다.
힘러는 다음 해인 1919년에 뮌헨 기술학교에서 농경학을 공부하기 시작하여 농업학 학위를 받았다. 힘러는 학생 시절 자유군단에서 활동했다. 자유군단은 제1차 세계 대전에서 독일 패배에 분개한 구독일군 출신이 구성한 우익계 사병 집단이었다. 힘러는 1920년 동거하던 매춘부 프리다 바그너를 살해한 혐의로 경찰의 수배를 받았다. 이웃 주민들은 두 사람이 자주 싸웠다고 했고, 힘러가 갑자기 종적을 감춤과 동시에 바그너가 시체로 발견되었다. 경찰은 힘러를 범인으로 지목했고, 7월 4일 뮌헨에서 체포했다. 그러나 9월에 열린 재판에서 힘러는 증거 불충분으로 풀려났다. 이 시기 힘러 행적은 분명하지 않은 게 많다. 그는 나중에 권력자가 되고서 초기 기록을 대부분 말살했다.
1921년 초 고향에 돌아온 힘러에게 부모는 양계장을 차려주면서 정치 활동에서 손을 뗼 것을 권했다. 그러나 힘러는 양계업을 하면서 동시에 "피와 대지와 검"이라는 구호를 내걸고 "독일 농민 계급의 혁신"을 주장하던 과격파에 가담하고 있었다. 이 구호는 나중에 SS의 기본 원리가 되었다. 비록 사업은 실패했지만, 이때 닭을 키우던 경험은 나중에 SS의 인종 이론에 영향을 미쳤다.
힘러는 국기단(독일어: Reichkriegsflagge)에 가입했고, 1923년에 돌격대(독일어: Sturmabteilung)로 알려진 당의 새로운 준군사조직의 대원을 자유군단 출신들 중에서 충원하고 있던 NSDAP에 입당을 지원했다. 1923년 11월, 실패한 뮌헨 폭동에 가담했다. 1923년 힘러는 제국국기단에서 상사가 되었다. 이 단체는 나치당이 혁명이라며 시도한 바이에른주 정부를 전복하려다가 실패한 뮌헨 폭동에 가담했다. 이때 찍힌 사진 중에 힘러가 철조망 뒤에서 제복을 입고 서 있는 사진이 있다.
1923년과 1925년 사이에 나치당은 실패한 것처럼 보였고, 당은 금지된 상태였다. 힘러는 그레고리 슈트라서의 비서를 하기도 했는데, 무능하다는 이유로 해고당했고, 그 자리를 요제프 괴벨스가 이었다. 1924년 말, 힘러는 히틀러가 석방된 것을 알았고, 그에게 편지를 보냈다. 대강의 편지 내용은 자신이 히틀러에게 얼마나 큰 기대를 걸고 있는가 하는 것이었다. 편지를 받은 히틀러는 쿠테타 기도 실패 후 동료들이 뿔뿔이 흩어진 상태에서 그런 내용의 편지를 받고 감동하여, 힘러를 뮌헨으로 초청했다. 1925년 3월 12일 히틀러를 방문한 힘러는 당원번호 1345의 당원증을 받았다. 엄격한 부친으로부터 다져진 복종하는 태도로 히틀러에게 일관한 힘러는 이후 항상 2인자의 자리에 머무르며 히틀러의 충복이 되었다.
바트 라이헨할에서 살던 1926년 11월에 힘러는 마르가레테 보데란 여자를 알게 되었다. 그녀는 이혼 경력이 있었으며, 힘러보다 7살이나 연상이었다. 두 사람은 사랑에 빠져 1928년 8월 3일에 결혼했다. 두 사람 사이의 유일한 자식인 딸 구드룬이 1929년 8월 8일에 태어났다. 힘러는 구드룬을 인형(Püppi)이라 부르며 매우 예뻐했다. 그러나 마르가레테가 구드룬을 낳고 더 이상 자녀를 낳지 못하자 아들을 입양하였지만, 힘러와 마르가레테의 결혼 생활은 험난했고 결국 1940년에 별거했다. 그때부터 힘러는 그의 비서였던 헤트비히 포타스트와 동거했다. 포타스트는 힘러와의 사이에서 두 명의 사생아를 낳았다. 1942년 2월 15일에 태어난 아들 헬게와 1944년 7월 20일에 태어난 딸 나네테였다.
나치당은 힘러를 프란츠 페퍼 폰 살로몬 돌격대 참모장 부관으로 임명했고, 상바이에른의 관구지도자(Gauleiter)의 대리인 겸 부지도자로서 일하게 되었다. 힘러는 1926년에 돌격대 중위(Sturmführer)로 임명되었고, 1927년 아직 돌격대의 하부 조직 중 하나에 불과했던 친위대(SS, Schutzstaffel)의 지도자로 임명되었다. 1927년, 힘러는 SS제국지도자 대리로 임명되어 실패한 양계업자가 SS의 부사령관이 되었다.

## SS에서 성장

### 초기 SS와 돌격대와 갈등 (1927년 ~ 1934년)
힘러는 1925년에 SS에 입대했고, 1927년에 SS제국지도자의 대리인으로 지명되었다. 그는 그 임무를 매우 진지하게 받아들였다. 1927년과 1929년 사이에, 힘러는 SS제국지도자 대리인 임무에 헌신했다. SS 지휘관 에어하르트 하이덴이 사임한 후, 힘러가 새로운 SS제국지도자로 1929년 1월에 임명되었다. 힘러가 SS를 이끌기 시작할 그 무렵, 총 대원수는 고작 280명에 불과했고, 형식적으로는 상급 조직인 돌격대 중에서 매우 미약한 조직의 하나였을 뿐이다. 힘러 자신도 SA상급지도자(SA-Oberführer)로 칭했다. 그러나, 1929년 이후 그는 자기 자신을 일컬어 간단하게 "SS제국지도자"(Reichsführer-SS)라고만 언급하기 시작했다. 룀과 SA를 자신의 경쟁자로 간주하여 간섭에서 독립하려는 의사를 나타낸 것이다.
1933년 나치당이 정권을 장악했을 때, 힘러의 SS는 대원 수가 52,000명으로 늘어났고, 모든 대원들은 아돌프 히틀러의 "아리안 지배 인종"이라는 사실을 확인하는 엄격한 자격을 요구하게 되었다. 장교는 1700년, 부사관은 1750년, 사병은 1800년까지 거슬러 올라가는 순수 혈통 증명서가 그것이다. 이렇게 아무나 대원으로 받아들이던 SA와 차별화를 꾀하기 시작한 다음, SA집단지도자 힘러는 SS를 SA의 통제로부터 벗어나려는 노력하기 시작했다. 그는 1933년 가을에 검은색 SS 제복을 도입하여 SA의 갈색 셔츠를 벗었다. 이것은 더 이상 SS가 SA의 하부 조직이 아닌 동급의 독립 조직임을 알리는 상징적인 조치였다. 그러나 여전히 SS는 SA의 하부 조직이었고, 힘러도 수백명의 SA 간부 중 하나였다. 얼마 후, 힘러는 직역하면 SS상급집단지도자가 될 Obergruppenführer 겸 SS제국지도자로 임명되어 SA 부사령관과 동격으로 올라섰다.
1931년 룀이 돌격대의 지휘권을 인수하면서 힘러는 형식적으로는 룀의 부하가 되었다. 양적 팽창을 우선시한 룀에 비해 철저히 질적 팽창을 통한 엘리트 부대를 지향했던 힘러는 점점 대립이 심해졌고, 이것이 힘러가 경찰 기관을 자기 수중에 넣으려는 동기가 되었다. 힘러의 경찰 장악은 배후에서 조종하는 그런 의미가 아니라, 직접 SS를 경찰 간부에 자신이 임명하여 국가 기관인 경찰을 자신의 개인 기관화하는 것이었다. 1933년 3월, 뮌헨 경시총감에 취임한 힘러는 한 달 후에는 바이에른 주의 전 경찰을 장악하게 되었고, 이어 차례로 함부르크, 메클렌부르크, 뤼벡, 튀링겐, 헤센, 바덴, 뷔르템베르크의 경찰을 장악했고, 1934년 초에는 브레멘, 올덴부르크, 작센의 경찰을 장악했다. 남은 것은 프로이센뿐이었다. 이곳은 괴링이 프로이센 내무장관으로 있던 곳이다.SS-Oberführer.
힘러와 또 다른 히틀러의 오른팔이던 헤르만 괴링은 SA와 돌격대 사령관 에른스트 룀이 독일군 및 독일에서 나치 지배에 진짜 위협이 되고 있다는 점에 서로 동의했다. 힘러는 거기에 돌격대로부터 확실하게 독립하고 싶어했다. 룀은 강한 사회주의 관점을 갖고 있었고, 히틀러가 독일의 권력을 장악하긴 했지만 아직 "진짜" 혁명은 시작되지 않았다고 믿고 있었다. 이들은 룀이 SA를 이용하여 쿠테타를 의도하고 있다고 믿었다. 두 사람은 룀을 제거하기로 합의했고, 게슈타포를 넘기라는 힘러의 요구를 괴링이 받아들였다. 히틀러가 힘러를 지지하기도 했지만, 괴링 자신도 독일 국회의사당 방화 사건 관련 라이프치히 재판에서 깎인 것도 있었고, 경찰보다 독일 공군 창설에 전념하기 위해서였다. 게다가 룀은 두 사람의 공동의 적이었다. 1934년 4월 20일, 괴링은 힘러에게 게슈타포와 프로이센 경찰을 넘겨주었다.
힘러와 괴링의 설득으로, 히틀러는 룀이 쿠테타를 일으킬 지도 모른다고 느끼기 시작했고, 룀을 죽여야 한다는 것에 동의했다. 이 과정에서 게슈타포는 룀을 끊임없이 감시하여 동태를 보고했으며, 라인하르트 하이드리히의 SS보안방첩부는 증거 조작도 서슴지 않았다. 히틀러는 룀 처형을 힘러와 괴링에게 맡겼고, 힘러는 라인하르트 하이드리히, 쿠르트 다루게, 발터 쉐렌베르크에게 "긴 장검의 밤"으로 알려질 1934년 6월 30일에 룀과 다른 주요 SA 간부들의 처형을 지시했다. 사건 다음날 힘러의 SS제국지도자 직함은 SS의 계급이 되었고, 한달 후인 7월 30일에 SS는 SA와 분리되어 나치당 내의 독립 조직이 되었다.

### 권력의 공고화
1936년, 힘러는 모든 정복 경찰을 새로운 질서경찰(Ordnungspolizei)로 통합하면서 더 많은 권한을 획득했다. 주요 간부는 힘러가 독일 경찰 수장의 직책을 수여받으면서 SS에서 차출되었다. 그렇지만 힘러는 정복 경찰 전체에 대하여 운영 통제권을 가질 수는 없었다. 전체 경찰에 대한 책임은 여전히 내무장관에 있었고, 힘러가 가진 실제 권한은 내무장관에게 사전에 재가를 받아야 하는 것이었다. 1943년에가서야 힘러가 내무장관에 임명되면서 모든 행정 권한을 완전히 인수받았다. 독일의 정치 경찰에 대한 권력은 1934년에 힘러가 장악했고, 강제수용소뿐만 아니라 괴링으로부터 게슈타포도 인수받았다.
1943년에 스탈린그라드 전투 패배로 대중들의 체제에 대한 비판의 목소리가 일자, 그런 비판을 잠재워야 할 게슈타포의 능력에 실망하기 시작한 당 기관들은 소위 " Politische Staffeln"이라 불린 정치 사찰 조직을 만들었다. 이 조직들은 실무 분야에서 명목상으로는 유일하게 게슈타포만 가졌어야 할 권한을 침해했다. 1936년 협정으로 힘러는 형사경찰(독일어: Kriminalpolizei, KIRPO)로 알려진 비정치적 문제를 담당하는 경찰 장관이 되었고, 그는 이 권한을 이용하여 KRIPO를 라인하르트 하이드리히가 지휘하는 보안경찰(독일어: Sicherheitspolizei, SIPO)과 합쳐서 독일 전체의 경찰권을 획득하려고 했다.
그렇지만, 통합은 실질적으로는 사문화되어 KRIPO는 여전히 민간인 분야를 담당하는 별개 조직으로 남아 있었고, 나중에 당 조직들이 세운 민간 행정 기구들에 병합되었다. 그렇지만, 제국 본토로 병합되지 않은 점령지에서는 KRIPO까지 통합된 조직이 대개 효과적이었음이 입증되었다. 제2차 세계 대전 발발과 더불어, 힘러는 제국보안본부(독일어: Reichssicherheitshauptamt, RSHA)를 조직했다. 이 조직에는 게슈타포, KRIPO와 SS보안방첩부가 하부 조직으로 편입되었다. 각 관할 지역에서 KRIPO에 대해 RSHA에 지역 경찰에 대한 지휘권을 부여하여 전 KRIPO를 통제하고자 새로운 RSHA 체계를 사용하려던 1940년의 시도는 좌절되었다.
다른 쪽에서 SS는 나중에 무장친위대로 발전하게 될 SS전투부대로 알려진 군사 분야를 키우고 있었다.

### 무장친위대(WaffenSS)와 힘러
힘러는 SA시절 룀이 갖고 있던 시민군 사상의 영향을 받은 것으로 추정된다. 일찍부터 힘러는 SS를 정규군 못지않은 군사 조직으로 키우고자 했다. 괴링으로부터 게슈타포를 인수받고, 프로이센 주 경찰을 마지막으로 전국의 경찰을 장악한 이후 힘러는 본격적으로 군사 조직 양성에 관심을 기울였다. 여기에는 그 자신의 욕심도 있었고, 히틀러가 국방군을 100% 신뢰하지 못했던 점도 있었지만, 돌격대(SA)의 전례를 잘 알고 있던 히틀러는 쉽게 힘러에게 그러한 역할을 부여하지 않았다. 히틀러는 국방군과 SS 사이에서 조정자 역할을 하여 SS가 무장전투부대 편성을 할 수 있도록 국방군이 양보하되, 대신 힘러는 사단 편성은 허가하지 않고 병력 수도 국방군의 10% 정도로 제한한다는 합의를 이끌어냈다. 힘러로서는 불만이었으나, 히틀러의 뜻을 따랐다. 무장친위대는 독소전쟁 직전에 사단 편제가 이루어지고, 1942년부터는 군단 편성도 허락되는등 확장을 거듭하게 되었으나, 힘러에게 국방장관과 같은 지위는 끝내 주어지지 않았다.

## 힘러와 유대인 학살
룀이 숙청당한 장검의 밤 이후, SS해골단(SS-Totenkopfverbande)은 독일 지역에서 나치 강제수용소 관리 임무를 할당받았고, 1941년 이후 점령지 폴란드에서 절멸 수용소 관리도 위임받았다. SS는 자체 정보기관인 SS보안방첩부(Sicherheitsdienst, SD)를 통해서 유대인, 사제, 동성애자, 공산주의자, 인종이나 정치, 종교 면에서 나치가 인간 이하 종으로 간주한 자, 체제 반대자, 집시를 독단으로 체포 구금하여 강제수용소로 보냈다. 힘러는 1933년 3월 22일 다하우 근처에 최초 수용소(다하우 강제수용소)를 만들었다. 그는 신비주의적 요소와 수백만 대량 학살과 집단 학살의 정당성을 주장하는 인종주의 나치 이데올로기에 관한 광신적인 믿음을 이용한 홀로코스트의 주 설계자 가운데 한 사람이다.

### 포젠 연설
1943년 10월 4일, 힘러는 폴란드의 도시인 포즈난에서 친위대원들과 비밀 회합 중 유대인들의 절멸에 대해 노골적으로 연설했다. 다음은 녹취록에서 일부 옮긴 것이다.

- 나는 또 여기 여러분 앞에서 매우 어려운 얘기를 하고자 한다
- 우리 사이에서 논란이 되겠으나, 그러나, 아직, 절대로 외부에 발설해서는 안된다....
- 나는 유대인 이주에 대해서 얘기하는 것이다 (이 말은 나치식 완곡 어법으로 유대인의 절멸을 뜻한다).
- 쉽게 말하자. "유대인들은 절멸되고 있다."
- 우리가 유대인들을 절멸시키는 것은 분명하고 명확한 우리 계획은 일부다.
- 그것들은, 하!, 별 것 아닌 놈들이다.…

## 전쟁 중의 힘러
1941년 소련 침공 전에 힘러는 SS에 유대-볼쉐비즘 세력에 대항하는 절멸전쟁을 준비시켰다. 항상 나치 독일과 중세 시대를 나란히 놓기를 즐겼던 힘러는 소련 침공을 십자군 전쟁에 비교했다. 힘러는 "신을 믿지 않는 볼세비키 야만인"(Godless Bolshevik Hordes)으로부터 유럽의 오랜 전통적 가치를 지키는 범유럽 십자군을 표방하여 비독일계 지원병들을 유혹하여덴마크, 노르웨이, 스웨덴, 네덜란드, 벨기에, 프랑스, 에스파냐와 침공 후에는 우크라이나, 라트비아, 리투아니아, 에스토니아 등 전 유럽에서 지원병을 모집했다.
사실 점령한 소련 영토에서 모집한 "지원병"은 대부분 보조 경찰이었다. 소련군과 맞서 싸우는 기간이 오래될 수록 소련군에 포로가 되면 아무런 자비를 기대할 수 없었기 때문에 열성적으로 임무를 수행했다. 그들은 서부 연합군과 전투에 투입되자 쉽게 항복하곤 했다. 무장친위대의 서유럽 및 북유럽에서 모병 활동은 그다지 성공적이지 못했다.
1942년, 힘러의 오른팔이었던 라인하르트 하이드리히가 프라하에서 체코인 특수요원들로부터 공격을 당해 죽은 후, 힘러는 그들이 탈출했다고 하는 리디체 마을로 7 SS의용산악사단 프린츠오이겐에서 차출한 분견대를 보내 마을 성인 남자 전체를 죽이라고 명령했다.
1943년, 힘러는 독일 내무장관으로 임명되었다. 이 일은 피로스의 승리였다. 힘러는 자신의 새로운 권력을 이용하여 민간 기구의 당기구로 통합을 백지화하여 원래대로 돌리고, 게슈타포에 소속되지 않은 나머지 경찰 전체에 대한 실질적인 권력을 획득하려는 그의 오랜 꿈을 이루려고 했다. 그러나, 별 현실성이 없던 힘러의 희망사항은 히틀러의 비서실장이자 당 서기였던 마르틴 보르만에 의해 쉽게 좌절되곤 했다. 또한, 힘러의 계획은 히틀러를 불쾌하게 했다. 전통적인 공공 분야에 대해 갖고 있던 히틀러의 오랜 불신감은 나치식 행정 사상을 이룬 기반 중 하나였다. 군 및 경찰에 양쪽에 걸친 자신의 권한을 이용하여 모든 경찰관들에게 SS대원 자격을 자동으로 부여하고, 그런 후 그들을 무장친위대로 전속시키는 문제로 인하여 힘러 자신이 상황을 더욱 악화시켰다. 육군과 무장친위대는 병력 보충 문제로 전쟁 전부터 갈등을 빚어 왔었다. 결국 히틀러와 국방군, 힘러 간에 무장친위대 병력을 육군의 1/10로 제한한다는 협정으로 문제를 봉합하기는 했으나 이에 만족하지 못한 힘러가 일종의 편법으로서 병력 충원 문제에 대해 국방군과 협정 대상이 아니었던 경찰관들로 전투부대(4 SS경찰사단 폴리자이)를 편성했던 것이다.
첩보부장 빌헬름 카나리스 제독까지 가담한 국방군 첩보부(Abwehr) 주도의 7월 20일 히틀러 암살 미수 사건으로 히틀러는 국방군 첩보부(Abwehr)를 해체하고, SD를 제3제국의 유일한 첩보기관으로 만들었다. 이는 힘러의 기존 상당한 개인 권력을 증대시켰다. 또한 보충군(Ersatzheer) 사령관 프리드리히 프롬 장군도 음모에 연루되었다는 사실이 드러났다. 이 사건 이후 육군을 매우 불신하게 된 히틀러는 프롬을 제거하고 그 후임자로 힘러를 지명하게 했다. 이것은 힘러가 무장친위대를 마구잡이로 늘리도록 남용하게 했고 더 나아가 독일 국방군(Wehrmacht)이 급속히 몰락하게 되는 원인이 되었다.
힘러에게는 불행하게도 음모 사건 수사로 몇몇 고위급을 포함한 많은 SS장교들이 음모에 가담했다는 사실이 밝혀졌고, 음모에 연루된 당 관료가 매우 적었기 때문에 SS와 권력 투쟁을 벌이던 보르만의 손아귀에서 놀아 나게 되었다.
1944년 말, 힘러는 바익셀 집단군의 사령관이 되었다. 이 부대는 소수의 SS사단들을 근간으로 하여 다수의 국민돌격대 Volkssturm(상이군인 및 노약자 다수 포함) 사단으로 이루어져있었다. 이 부대는 독일 본토로 쳐들어오는 미국 7군과 프랑스 1군과 라인 강 서쪽 강기슭에 알자스 지방에서 싸우고 있었다. 힘러는 이 지위를 1945년 초까지 유지했고, 국방군이 붉은군대의 비스툴라-오데르 공세를 저지하는 데 실패한 이후, 히틀러는 힘러를 새로 편성한 비스툴라 집단군의 사령관으로 임명했다. 힘러는 야전 지휘관으로서 실절직인 군사 경험이 없었기 때문에 이 선택은 재앙이었고, 힘러는 얼마 못가 고트하르트 하인리히 장군으로 교체되면서 빨리 벗어났다.
전쟁이 독일의 패배쪽으로 기울자, 힘러는 히틀러의 독일 퓌러(독일어: Führer) 후보 중의 한 명으로 여겨졌다. 그렇지만, 전쟁 후에 히틀러는 SS수장이라는 권한으로 힘러를 나치당에서 제명하게 된 계기로 알려진 힘러의 배신 이전에도 그를 후계자로 지명할 생각이 결코 없었다는 것이 밝혀졌다.

### 평화 협상 시도
1945년 힘러의 무장친위대는 80만명을 헤아렸고, 일반SS(Allgemeine-SS)는 적어도 서류 상으로는 거의 200만명에 가까웠다. 그렇지만 1945년 봄에 힘러는 마사지사 펠릭스 케르스텐과 발터 쉘렌베르크와 토론의 결과인 듯, 독일의 승리에 대한 믿음을 잃었다. 힘러는 나치 체제가 살아남을 기회를 잡지 못한다면, 영국 및 미국과 평화협상을 시도해야 한다고 생각하게 되었다.
이미 1944년 여름 쉘렌베르크는 스톡홀름에서 미국 외교관과 접촉하기도 했다. 쉘렌베르크는 이 접촉에 대해 힘러에게 보고했었고, 처음에 힘러는 화를 냈으나 곧 생각을 바꾸었다. 쉘렌베르크는 힘러에게 독일의 패전 속에서 자신을 구해야 한다고 설득했다. 쉘렌베르크는 1945년 초 스위스에 있는 심복에게 지시하여 미국과 접촉하기도 했다. 쉘렌베르크는 미국과 독일이 동맹을 맺어 소련과 대항하자는 취지의 제안을 했지만, 이런 제안에 미국은 관심이 없었다.
폴케 베르나도테 백작과 쉘렌베르크가 접촉하기 시작한 것은 1945년 2월~4월이다. 베르나도테 백작은 강제수용소의 억류자들의 안전이 우선 관심사였다. 힘러의 지시를 받은 쉘렌베르크는 베르나도태에게 수용소 안전을 확언하면서 연합국측과 협상을 중간에서 나서줄 것을 제안했다. 1945년 4월에 힘러가 히틀러의 신임을 잃은 시점이었다.
힘러도 덴마크 국경 근처 뤼벡에서 스웨덴의 폴케 베르나도테 백작과 2번 접촉했다. 힘러는 전후 정세에 대해 일종의 환상을 가지고 있었고, 베르나도테는 그런 환상을 깨는 데 노력했다고 하지만, 힘러는 끝내 그 생각을 버리지 않았다. 힘러는 영국과 미국이 소련과 독일군의 잔여 세력과 함께 싸우게 될 것으로 바라보았던 것이다. 이런 상황에서 서방 연합국에 항복하기 위한 협상을 시작했지만, 좋은 대답을 얻을 리는 만무했다. 4월 23일, 힘러는 베르나도테를 통해 스웨덴 정부에 미국과 평화 협상을 중재해줄 것을 요청했다. 하지만 4월 24일, 미국의 해리 트루먼 대통령은 독일이 동/서 전선의 한 쪽만 항복한다는 생각은 모두 배제한다는 성명을 발표하여 힘러를 좌절시켰다.
한편, 힘러의 비밀 협상을 알게 된 히틀러는 힘러에게 매우 화를 내며 국가에 대한 반역자로 선언했고 , 자살하기 하루 전에 그를 직위 해제했다. 히틀러의 비난이 있던 시점, 그는 독일 경찰 수장, SS제국지도자, 독일 국민에 대한 제국 감독관, 제국 내무상, 국민돌격대(Volkssturm, VS) 총사령관 및 향토군 최고 사령관의 지위를 가지고 있었다.
베르나도테 백작을 통한 협상은 실패했다. 연합국은 이미 힘러의 이름을 주요 전범 체포 대상자 명단에 올려놓고 있었다. 힘러는 베를린으로 갈 수 없었기 때문에 플론 근처에 있던 카를 되니츠 해군 원수를 찾았다. 카를 되니츠는 그때 서부 지역 모든 독일군을 지휘하고 있었다. 무슨 일이었는지, 힘러에 대한 히틀러의 명령은 되니츠에 도달하지 않았다. 히틀러가 죽은 후, 힘러는 되니츠 제독을 수장으로 한 플렌스부르크 정부에 잠깐 참여했으나, 연합군의 호의를 얻고 싶어했던 되니츠에 의해 1945년 5월 6일 해임되었다.
힘러는 망명자로 미국에 접근하고자 했다. 드와이트 아이젠하워 사령부와 접촉하면서, 자신을 나치 고위 간부로 고발 대상에서 제외해준다면 모든 독일이 연합국에 항복하도록 하겠다고 제의했다. 힘러는 아이젠하워 장군에게 개인적인 전후 새로 구성될 독일 정부에서 "경찰장관"의 지위를 희망하기도 했다. 소문에 의하면, 힘러는 연합군최고사령부(SHAEF)와 첫 회합에서 어떤 식으로 악수할 것인지를 고심하기도 했다고 한다. 그러나 아이젠하워는 힘러와 어떠한 거래도 거부했고, 그는 주요 전쟁범죄자로 규정되어 있던 상태였다.

### 체포 및 최후
옛 동료들이나 연합군에 체포되는 것을 피해 힘러는 되니츠 정부의 수도였던 덴마크 국경 근처 플렌스부르크 주변에서 며칠 간 숨어지냈다. 힘러는 이미 뉘른베르크 전범 재판에 주요 전쟁 범죄자였으므로 다른 고위 간부들과 함께 재판에 회부될 예정이었므로, 연합군 정보기관들은 힘러를 체포하기 위해 플렌스부르크 근처를 이잡듯이 뒤졌고, 그의 사진도 점령군에 뿌려졌지만, 그의 행방을 찾아내는 데는 실패했다. 체포를 피하면서 힘러는 바이에른으로 갈 생각을 하며 헌병으로 위장했다. 힘러는 수염도 깎았으며, 자신의 상징이라고 할 수도 있는 뿔테 안경도 벗었으며, 한 쪽 눈을 가리는 안대도 착용했고, 완벽하게 위조된 신분증을 소지했다. 그러나 오히려 이게 연합군의 관심을 끌었다.
5월 21일, 힘러는 자신에게 충실한 몇 명을 이끌고 피난민 대열에 섞여서 브레멘으로 향했다. 브레멘으로 향하는 길에
옛 소련군 포로(former Soviet POWs)에 의해 건설된 영국군의 검문소를 지나게 되었다. 힘러는 위병에게 ‘하인리히 히칭거(Heinrich Hitzinger)’라는 이름의 신분증을 내밀었는데, 위병이 이 신분증을 의심하기 시작했다. 대부분의 피난민들이 신분증명서가 없었는데, 아주 새로운 증명서를 내밀었던 것이다. 위병이 두 명의 병사를 불러 힘러를 체포했다. 그러나 이 병사는 아직 그가 하인리히 힘러라는 사실은 알지 못했다. 영국군은 힘러를 일단 근처 포로수용소의 독방에 가두고 뤼네부르크의 영국 2군 정보부에 신분 확인을 요청했다.

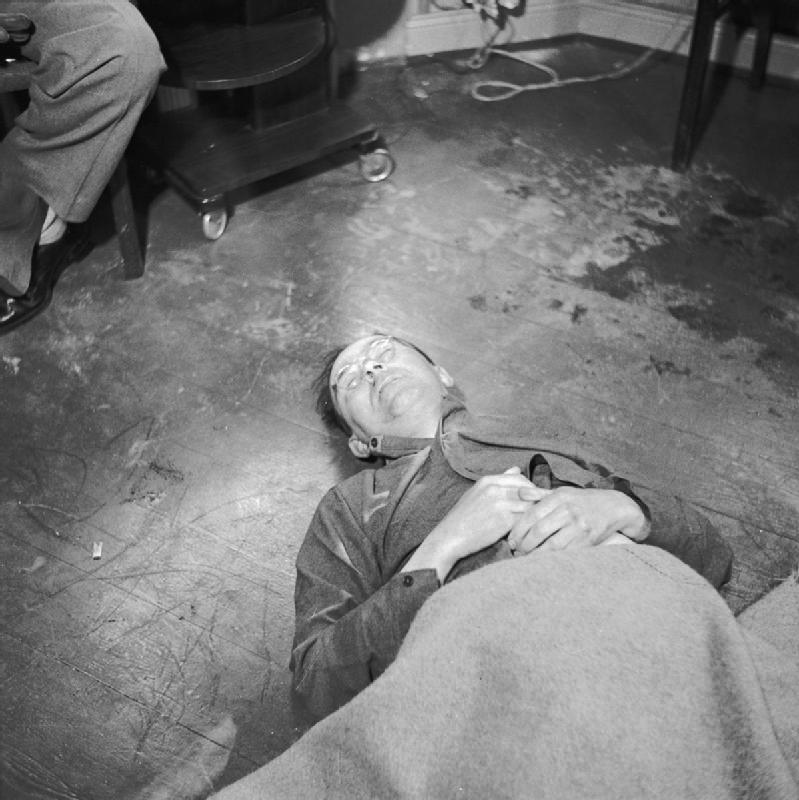
연합군에 체포된 후 음독자살한 힘러의 시체. 1945년

독방에 갇힌 힘러는 자신의 신분이 곧 발각될 것임을 알고 있었다. 힘러는 수용소장에게 개인적인 용무가 있다고 요청하여 수용소장에게 불려갔다. 수용소장 앞에 선 힘러는 "Ich bin Heinrich Himmler!(내가 하인리히 힘러다!)"라며 신분을 밝히고 버나드 몽고메리 장군을 만날 수 있도록 해달라고 요청했다. 힘러는 즉시 뤼네부르크의 영국 2군 사령부로 압송되어 정보부에 넘겨졌다. 군의관이 달려와 힘러를 꼼꼼히 조사하기 시작했다. 청산가리 캡슐을 숨기고 있는지 여부를 확인하는 것이었다. 나치 고위 간부들이 청산가리 캡슐을 숨겨놓았다가 그걸 씹어 자살한 사례 때문에 취하게 된 조치였다. 영국군의 여벌 군복으로 갈아 입은 힘러는 다시 독방에 갇혔다. 몽고메리 사령부에서 정보부의 마피 대령이 와서 힘러를 살폈다. 힘러와 무슨 대화를 하려는 게 아니라 힘러에 대한 조치가 적절히 취해졌는지 확인하려는 것이었다. 마피 대령은 힘러의 입안도 조사했냐고 물었고, 군의관이 힘러를 재조사하기 위해 불려왔다. 입 안을 열라는 의사의 지시에 힘러는 순간 입안에 숨겨놓은 캡슐을 깨물었고, 쓰러졌다. 군의관이 힘러의 위를 세척했지만, 소용이 없었다. 그것이 힘러의 최후였다. 힘러의 시체는 화장되어 뿌려졌고, 1947년 뤼넨부르크 법원에 사망신고가 접수되었다.

### 음모론
뤼넨부르크에서 자살한 사람은 힘러가 아니라 대역이었다는 주장이 있다. 오데사때문에 퍼진 뜬금없는 주장은 힘러는 아돌프 히틀러가 태어난 곳인 빈에서 북쪽 저지 오스트리아의 북서쪽을 형성하는 구릉성 숲인 발트비어텔에 있는 슈트로네의 작은 시골 농촌 마을로 탈출했다는 것이다. 최근에 발간된 미국 작가 조셉 벨링거의 《힘러의 죽음 》은 힘믈러의 또 다른 음모 이론을 제기한다. 힘러가 1945년 5월, 영국군 심문관에 의해 SS와 베르볼프의 다른 고급장교들과 함께 암살되었다는 주장이다. 힘러의 딸 구드룬 힘러도 힘러가 자살했다는 것에 의문을 제기했다. 자살 직후에 찍은 사진을 보면, 사열을 받는 자세인데, 극약을 삼킨 사람의 시체가 그런 자세로 누워있다는 것이 말이 되느냐는 것이다.
벨링거의 책은 독일의 킬의 아른트 출판사에서 처음 출간되었다. 유사한 책으로, 마틴 알렌이 쓴 《힘러의 비밀 전쟁》(Himmler's Secret War)에서 유사한 주장이 있다. 어쨌거나 이런 주장은 영국 국립 문서 보관소로 밀반입된 날조된 문서에 기초한 것들이다. 데이비드 어빙도 힘러가 영국군 심문관들로부터 구타를 당해 죽었다고 주장했다. 그는 또 구타로 인해 힘러의 코가 부러졌다고 주장했다. 하지만 대부분의 역사가들은 이런 주장들을 높이 평가하지 않는다.

## 같이 보기
- 홀로코스트
- 뉘른베르크 전범 재판
- 나치
- 아돌프 히틀러

### 참고 문헌
- Biondi, Robert, 편집. (2000) [1942]. 《SS Officers List: (as of 30 January 1942): SS-Standartenfuhrer to SS-Oberstgruppenfuhrer: Assignments and Decorations of the Senior SS Officer Corps》. Atglen, PA: Schiffer. ISBN 978-0-7643-1061-4.
- Breitman, Richard (2004). 《Himmler and the Final Solution: The Architect of Genocide》. London: Pimlico. ISBN 978-1-84413-089-4.
- Bullock, Alan (1999) [1952]. 《Hitler: A Study in Tyranny》. New York: Konecky & Konecky. ISBN 978-1-56852-036-0.
- Cecil, Robert (1972). 《The Myth of the Master Race: Alfred Rosenberg and Nazi Ideology》. New York: Dodd, Mead. ISBN 978-0-396-06577-7.
- Cesarani, David (2004). 《Holocaust: From the Persecution of the Jews to Mass Murder》. London: Routledge. ISBN 978-0-415-27511-8.
- Duffy, Christopher (1991). 《Red Storm on the Reich: The Soviet March On Germany, 1945》. New York: Da Capo Press. ISBN 978-0-306-80505-9.
- Evans, Richard J. (2003). 《The Coming of the Third Reich》. New York: Penguin Group. ISBN 978-0-14-303469-8.
- Evans, Richard J. (2005). 《The Third Reich in Power》. New York: Penguin Group. ISBN 978-0-14-303790-3.
- Evans, Richard J. (2008). 《The Third Reich at War》. New York: Penguin Group. ISBN 978-0-14-311671-4.
- Flaherty, T. H. (2004) [1988]. 《The Third Reich: The SS》. Time-Life Books, Inc. ISBN 1-84447-073-3.
- Frank, Hans, 편집. (1933–1934). 《Jahrbuch der Akademie für Deutsches Recht》 [Yearbook of the Academy for German Law] 1판. München/Berlin/Leipzig: Schweitzer Verlag.
- Gerwarth, Robert (2011). 《Hitler's Hangman: The Life of Heydrich》. New Haven, CT: Yale University Press. ISBN 978-0-300-11575-8.
- Gilbert, Martin (1987) [1985]. 《The Holocaust: A History of the Jews of Europe During the Second World War》. New York: Holt. ISBN 978-0-8050-0348-2.
- Goldhagen, Daniel (1996). 《Hitler's Willing Executioners: Ordinary Germans and the Holocaust》. New York: Knopf. ISBN 978-0-679-44695-8.
- Grazhdan, Anna (director); Artem Drabkin & Aleksey Isaev (writers); Valeriy Babich, Vlad Ryashin, et al. (producers) (2011). 《The Battle for Germany》 (television documentary). Soviet Storm: World War II in the East. Star Media's Official YouTube Channel. 2015년 5월 15일에 확인함.
- Hillgruber, Andreas (1989). 《The Nazi Holocaust Part 3, The "Final Solution": The Implementation of Mass Murder, Volume 1》. Westpoint, CT: Meckler. ISBN 978-0-88736-266-8.
- Himmler, Katrin (2007). 《The Himmler Brothers》. London: Pan Macmillan. ISBN 978-0-330-44814-7.
- Internationaler Militärgerichtshof Nürnberg (IMT) (1989). 《Der Nürnberger Prozess gegen die Hauptkriegsverbrecher》 (독일어). Band 29: Urkunden und anderes Beweismaterial. Nachdruck München: Delphin Verlag. ISBN 978-3-7735-2523-9.
- Kershaw, Ian (2008). 《Hitler: A Biography》. New York: W. W. Norton & Company. ISBN 978-0-393-06757-6.
- Koehl, Robert (2004). 《The SS: A History 1919–45》. Stroud: Tempus. ISBN 978-0-75242-559-7.
- Kohn-Bramstedt, Ernest (1998) [1945]. 《Dictatorship and Political Police: The Technique of Control by Fear》. London: Routledge. ISBN 978-0-415-17542-5.
- Kolb, Eberhard (2005) [1984]. 《The Weimar Republic》. London; New York: Routledge. ISBN 978-0-415-34441-8.
- Lewy, Guenter (2000). 《The Nazi Persecution of the Gypsies》. Oxford University Press USA. ISBN 0195142403.
- Longerich, Peter (2012). 《Heinrich Himmler: A Life》. Oxford; New York: Oxford University Press. ISBN 978-0-19-959232-6.
- Lukas, Richard C. (2001) [1994]. 《Did the Children Cry?: Hitler's War Against Jewish and Polish Children, 1939–1945》. New York: Hippocrene. ISBN 978-0-7818-0870-5.
- Majer, Diemut (2003). 《"Non-Germans" Under the Third Reich: The Nazi Judicial and Administrative System in Germany and Occupied Eastern Europe with Special Regard to Occupied Poland, 1939–1945》. Baltimore; London: Johns Hopkins University Press. ISBN 978-0-8018-6493-3.
- Manvell, Roger; Fraenkel, Heinrich (2011) [1962]. 《Goering: The Rise and Fall of the Notorious Nazi Leader》. London: Skyhorse. ISBN 978-1-61608-109-6.
- Manvell, Roger; Fraenkel, Heinrich (2007) [1965]. 《Heinrich Himmler: The Sinister Life of the Head of the SS and Gestapo》. London; New York: Greenhill; Skyhorse. ISBN 978-1-60239-178-9.
- McNab, Chris (2009). 《The SS: 1923–1945》. London: Amber Books. ISBN 978-1-906626-49-5.
- Nicholas, Lynn H. (2006) [2005]. 《Cruel World: The Children of Europe in the Nazi Web》. New York: Vintage. ISBN 978-0-679-77663-5.
- Overy, Richard (2004). 《The Dictators: Hitler's Germany, Stalin's Russia》. New York: Norton. ISBN 978-0-393-02030-4.
- Padfield, Peter (1990). 《Himmler: Reichsführer-SS》. New York: Henry Holt. ISBN 0-8050-2699-1.
- Penkower, Monty Noam (1988). 《The Jews Were Expendable: Free World Diplomacy and the Holocaust》. Detroit: Wayne State University Press. ISBN 978-0-8143-1952-9.
- Pringle, Heather (2006). 《The Master Plan: Himmler's Scholars and the Holocaust》. New York: Hyperion. ISBN 978-0-7868-6886-5.
- Rupp, Leila J. (1979). 《Mobilizing Women for War: German and American Propaganda, 1939–1945》. Princeton, NJ: Princeton University Press. ISBN 0-691-04649-2.
- Sereny, Gitta (1996) [1995]. 《Albert Speer: His Battle With Truth》. New York; Toronto: Random House. ISBN 978-0-679-76812-8.
- Shirer, William L. (1960). 《The Rise and Fall of the Third Reich》. New York: Simon & Schuster. ISBN 978-0-671-62420-0.
- Speer, Albert (1971) [1969]. 《Inside the Third Reich》. New York: Avon. ISBN 978-0-380-00071-5.
- Steinbacher, Sybille (2005) [2004]. 《Auschwitz: A History》. Munich: Verlag C. H. Beck. ISBN 0-06-082581-2.
- Toland, John (1977) [1976]. 《Adolf Hitler: The Definitive Biography》. London: Book Club Associates.
- Trevor-Roper, Hugh (2012) [1947]. 《The Last Days of Hitler》 Seven판. London: Pan Books. ISBN 978-1-4472-1861-6.
- Weale, Adrian (2010). 《The SS: A New History》. London: Little, Brown. ISBN 978-1-4087-0304-5.
- Williams, Max (2001). 《Reinhard Heydrich: The Biography: Volume 1》. Church Stretton: Ulric. ISBN 978-0-9537577-5-6.
- Williams, Max (2015). 《SS Elite: The Senior Leaders of Hitler's Praetorian Guard, Vol. 1 (A-J)》. Fonthill Media LLC. ISBN 978-1-78155-433-3.
- Yenne, Bill (2010). 《Hitler's Master of the Dark Arts: Himmler's Black Knights and the Occult Origins of the SS》. Minneapolis: Zenith. ISBN 978-0-7603-3778-3.
- Zentner, Christian; Bedürftig, Friedemann, 편집. (1991). 《The Encyclopedia of the Third Reich》. Amy Hackett (trans.). New York: Macmillan. ISBN 978-0-02-897502-3.
- Ziemke, Earl F. (1968). 《Stalingrad to Berlin: The German Defeat in the East》. Army Historical Series. Washington, D.C.: Office of the Chief of Military History, U.S. Army.

| 전임 에르하르트 하이덴 | 제4대 친위대 국가지도자 1929년 1월 6일 ~ 1945년 4월 29일 | 후임 카를 항케 |

| 전임 신설 | 제1대 독일국 경찰총수 1936년 6월 17일 ~ 1945년 4월 29일 | 후임 카를 항케 |

| 전임 라인하르트 하이드리히 | 국가보안본부장 권한대행 1943년 8월 24일 ~ 1945년 4월 29일 | 후임 에른스트 칼텐브루너 |

| 전임 빌헬름 프리크 | 제19대 독일국 내무장관 1943년 8월 24일 ~ 1945년 4월 29일 | 후임 빌헬름 슈투카르트 |

| 전임 신설 | 제1대 상 라인 강 집단군 최고지휘관 1944년 12월 10일 ~ 1945년 1월 23일 | 후임 최상급집단지도자 파울 하우서 |

| 전임 신설 | 제1대 바이흐젤 집단군 최고지휘관 1945년 1월 25일 – 1945년 3월 13일 | 후임 상급대장 고타르트 하인리키 |